# Sandra Nkaké

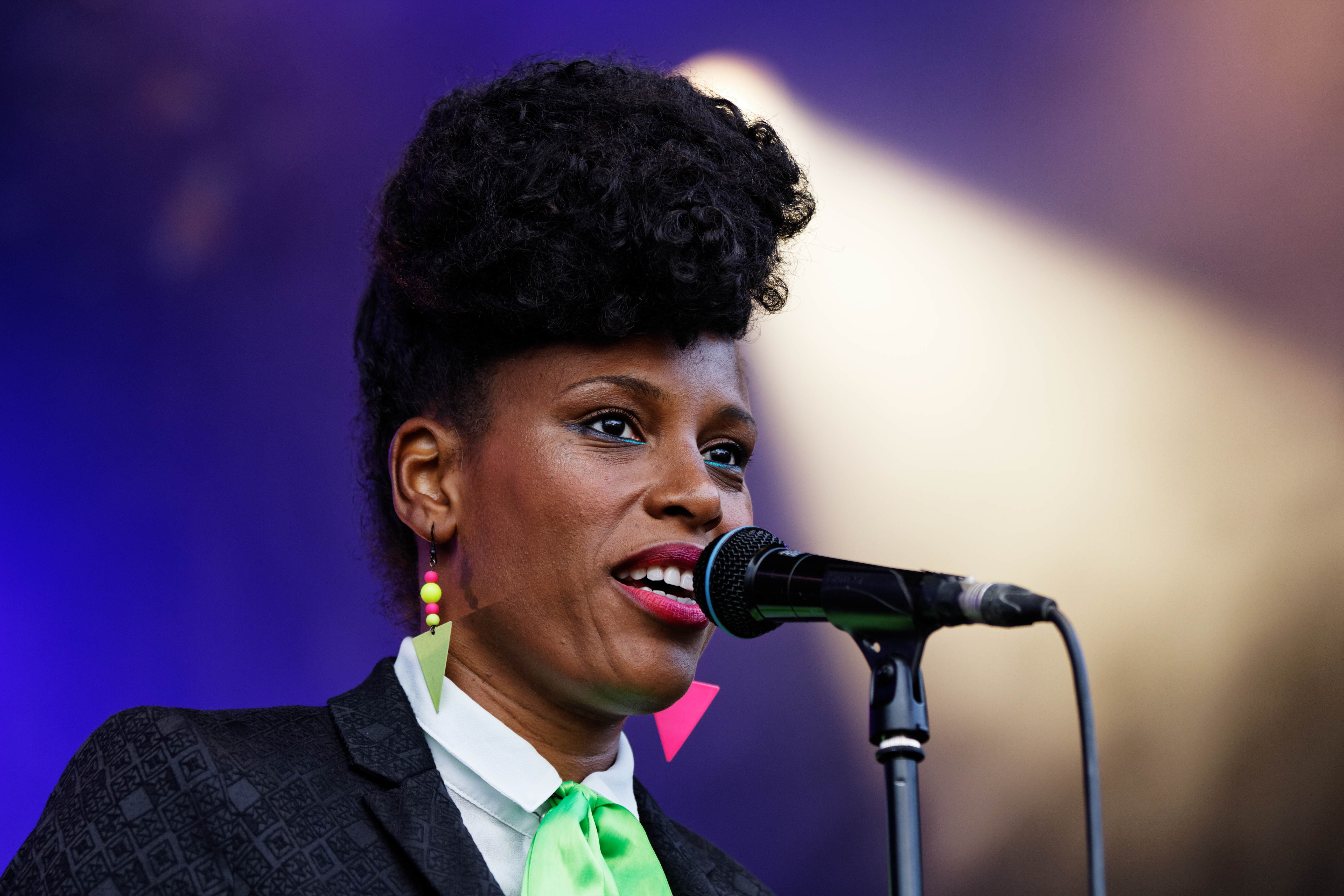
Sandra Nkaké (2013)

Sandra Nkaké (* 15. November 1973 in Jaunde, Kamerun) ist eine französisch-kamerunische Sängerin und Schauspielerin.

## Wirken
Nkaké, die, seitdem sie elf Jahre alt ist, in Paris bzw. in St. Denis lebt, wuchs zwischen Kamerun und Frankreich auf, beeinflusst von zeitgenössischem Kino, Literatur und Musik. Nach dem Studium an der Sorbonne begann sie zunächst eine Karriere als Schauspielerin im Film und Theater, dann auch als Sängerin. Als Sängerin veröffentlichte sie 2009 das Album Mansaadi (Naive / Indigo), dem 2012 Nothing for Granted (Jazz Village / Harmonia Mundi) folgte. Nach Erscheinen des zweiten Albums wurde sie im selben Jahr mit dem französischen Jazzpreis Les Victoires du Jazz in der Kategorie „Neuentdeckung“ ausgezeichnet. Ihr drittes Album Tangerine Moon Wishes wurde 2017 veröffentlicht. In Konzerten trat sie zunächst in Frankreich, Afrika und Mexiko auf, 2015 auch in Deutschland. Als Backgroundsängerin wirkte sie für Tony Allen, China Moses und Naná Vasconcelos. Weiterhin arbeitete sie als Sängerin oder Songwriterin für Black Joy, Aqua Bassino, Phlash & Friends, Gerald Toto, Stéphane Belmondo, Franck Biyong & Massak, Grand Corps Malade oder das Grant Phabao Afrofunk Arkestra.

## Filmographie
- 1996: Les Deux Papas et la Maman von Jean-Marc Longval
- 2000: The Girl von Sande Zeig
- 2003: Bienvenue au gîte von Claude Duty
- 2004: Casablanca Driver von Maurice Barthélemy
- 2009: King Guillaume von Pierre-François Martin-Laval
- 2011: Toi, moi, les autres von Audrey Estrougo
- 2014: Pas son genre von Lucas Belvaux
- 2016: Bienvenue au Gondwana von Mamane
- 2017: Une saison en France von Mahamat-Saleh Haroun
- 2018: Big Bang von Cécilia Rouaud
- 2018: Photo de Famille von Cécilia Rouaud
- 2022: Forever Young von Valeria Bruni Tedeschi

## Diskographie (Auswahl)
- 2008: Mansaadi (Cornershop/Naïve)
- 2012: Nothing For Granted (Jazz Village/Harmonia Mundi)
- 2017: Tangerine Moon Wishes (Jazz Village)
- 2023: Scars (PIAS)